# Otto Schulz-Mehrin
Otto Schulz-Mehrin (* 23. März 1879 in Mehrin; † nach 1945) war ein deutscher Ingenieur und Autor.

## Leben
Der Sohn des Landwirts Ferdinand Schulz besuchte das Realgymnasium in Gardelegen und absolvierte sodann eine Schlosserlehre in Hamburg. Im Anschluss erhielt er eine Ingenieurausbildung am Polytechnikum in Strelitz. Bis 1914 war er als Konstrukteur bei der Berliner Maschinenbau-Actien-Gesellschaft vormals L. Schwartzkopff sowie als selbständiger Unternehmer im Anlagenbau tätig.
Schulz-Mehrin war seit 1916 Mitglied des Verbandes Deutscher Maschinen- und Anlagenbau (VDMA) und dort während des Ersten Weltkrieges Assistent des Leiters der Preisstelle für den Maschinenbau. Von 1917 bis 1919 war er Geschäftsführer des Ausschusses für Herstellungsfragen, danach bis 1921 Geschäftsführer des Ausschusses für wirtschaftliche Fertigung (AWF) beim Deutschen Normenausschuss. Von 1921 bis 1945 fungierte er als Leiter der betriebswirtschaftlichen Arbeiten des VDMA.
Neben seinen Aufgaben beim VDMA betätigte sich Schulz-Mehrin als Berater für Industrieunternehmen. Während des Zweiten Weltkrieges wirkte er mit an der Standardisierung von Normen beim Ausschuss Betriebswirtschaft der Reichsgruppe Industrie. Des Weiteren war er Mitglied des Vereins Deutscher Ingenieure. Als Autor veröffentlichte er Arbeiten im Bereich der Technik.